# سهم فرشتگان
سهم فرشتگان (به انگلیسی: The Angels' Share) یک فیلم کمدی-درام به کارگردانی کن لوچ است، فیلم با بازی پاول برینگان، جان هنشا و ویلیام روان. در گلاسگو، اسکاتلند ساخته شده‌است. فیلم داستان یک پدر جوان است که به سختی از زندان اجتناب می‌کند. او مصمم است که زندگی جدیدی را شروع کند و زمانی که او و دوستانش در گروه خدمات اجتماعی به یک کارخانه ویسکی می‌روند، مسیری برای زندگی جدید آشکار می‌شود. عنوان " سهم فرشتگان " اصطلاحی برای بخشی (سهم) از حجم ویسکی است که در طول کهنه شدن در بشکه‌های بلوط از دست می‌رود.

## طرح
در صحنه‌های ابتدایی، شخصیت‌های اصلی به انجام خدمات اجتماعی محکوم می‌شوند. رابی (Paul Brannigan) در طول اولین جلسه خدمات اجتماعی خود، تحت نظارت هری (John Henshaw)، توسط هری به بیمارستانی که دوست دخترش، لئونی (Siobhan Reilly) در حال زایمان است برده می‌شود. در بیمارستان، رابی توسط دو عموی دوست دخترش و پدرش (گیلبرت مارتین)، قبل از اینکه بتواند او را ببیند، مورد حمله قرار می‌گیرد. هری رابی را به خانه اش می‌برد تا سر و وضعش را مرتب کند، در همین زمان لئونی پسر رابی را به دنیا آورده‌است. هری اصرار دارد که او و رابی جشن بگیرند و یک ویسکی خوب می‌آورد. با تشویق لئونی، رابی موافقت می‌کند با قربانی جنایات خشونت‌آمیز خود، آنتونی (رادریک کووی)، که این حمله را در مقابل خانواده‌های خود و لئونی به یاد می‌آورد، ملاقات کند. پس از آن، لئونی تصریح می‌کند که نمی‌خواهد پسرش در محیط خشونت‌آمیز بزرگ شود.
هری این گروه را به عنوان پاداش برای رفتار خوبشان به یک کارخانه می‌برد، جایی که آنها یادمی‌گیرند «سهم فرشتگان» چیست. پس از آن، راهنمای تور به هر یک از آنها یک درام ویسکی می‌دهد و از آنها می‌خواهد آن را بو بکشند. رابی برای تواناییش در تشخیص طعم‌ها مورد تشویق قرار می‌گیرد.
با این حال، رابی هنوز توسط دشمن قدیمی خود، کلنسی (اسکات کایل) دنبال می‌شود. او نزدیک است که با کلنسی و آدمهایش درگیر شود، که به‌طور غیرمنتظره توسط پدر لئونی نجات پیدا می‌کند. رابی می‌گوید که یک شانس دیگر به او داده شود، اما مرد مسن می‌گوید که خیلی دیر شده‌است و او حتی اگر بخواهد تغییر کند هم نمی‌تواند از مصائب و خشونت‌های جهانی که در آن بزرگ شده فرار کند. پدر لئونی به او می‌گوید که تنها راه برای فرار از چرخه این است که گلاسکو را ترک کند و به لندن برود اما بدون لئونی. او به رابی ۵۰۰۰ پوند پیشنهاد می‌دهد تا رابی روی این پیشنهاد فکر کند.
در جلسات بعدی خدمات اجتماعی، هری از رابی می‌پرسد که آیا می‌خواهد در یک جلسه مزه ویسکی در ادینبورگ شرکت کند. رابی، اعضای دیگر گروه را هم دعوت می‌کند، در آنجا رابی یک کارت ویزیت از یک کلکسیونر ویسکی، Thaddeus (راجر آلام) می‌گیرد. پس از خروج، مو (جاسمین رگینز) نشان می‌دهد که اسناد و مدارک مربوط به انبارهایی را که در آن «مالت میل» نگهداری می‌شود را دزدیده‌است، اما رابی به او می‌گوید که به جرم و بزهکاری علاقه ای ندارد و به خاطر لئونی و لوک می‌خواهد در راه درست قدم بردارد.
رابی و لئونی آپارتمانی را که صاحبش دور از آنجا زندگی می‌کند، می‌بینند تا برای مدت شش ماه اجاره کنند. رابی خوشحال است، اما معلوم می‌شود یکی از آدمهای کلنسی آنها را تعقیب می‌کرده و کلنسی جای آنها را می‌داند. رابی، متوجه می‌شود که نمی‌تواند زندگی را با وجود تهدید حمله به خود و خانواده اش ادامه دهد و شروع به برنامه‌ریزی برای سرقت مالت با دوستان خدمات اجتماعی خود می‌کند. آنها یک دعوت نامه برای چشیدن و حراج ویسکی می‌دهند و رابی یک شب در انبار پنهان می‌شود و ویسکی را در بطری‌های Irn-Bru خالی می‌کند.
پس از آن، رابی با Thaddeus بر سر فروش سه بطری به قیمت ۲۰۰٬۰۰۰ پوند و «یک کار واقعی» مذاکره می‌کند. آنها قصد دارند مبادله را در گلاسکو انجام دهند وبه سمت خانه می‌روند، اما دو تا از چهار بطری طی یک برخورد با پلیس می‌شکند. رابی خشمگین است، اما با Thaddeus ملاقات می‌کند و برای قیمت ۱۰۰٬۰۰۰ پوند و کار دائمی دور از گلاسکو مذاکره می‌کند. پس از آن، رابی به دوستانش نشان می‌دهد که فقط یک بطری را فروخته‌است. صحنه هری را نشان می‌دهد که یک بطری ایرن برو، در کنار میز پنجره آشپزخانه خود در کنار یک پنجره باز، به همراه یک یادداشت که از او برای دادن فرصت دوباره تشکر کرده‌است و نوشته «سهم فرشتگان» می‌بیند.
در صحنه پایانی، ما رابین و لئونی را در یک فولکس واگن نوع ۲ قدیمی در حال رفتن به استریلینگ می‌بینیم که با بقیه اعضای گروه خداحافظی می‌کنند.. پس از رفتن آنها، بقیه گروه تصمیم می‌گیرند که به بیهودگی و زندگی قبلیشان ادامه دهند. فیلم در حال پخش " ۵۰۰ مایل " Proclaimers به پایان می‌رسد.

## بازیگران
- پل برانیگان در نقش رابی
- جان هانسوا در نقش هری
- گری میتلند در نقش آلبرت
- جاسمین رگینز در نقش مو
- ویلیام روین در نقش راینو
- راجر آلام در نقش تادئوس
- دیوید Goodall در نقش دابی
- سیبوان ریلی در نقش لئونی
- رادریک کووی در نقش آنتونی
- اسکات کایل در نقش کلانسی
- نیل لایپر در نقش تک تیرانداز
- گیلبرت مارتین در نقش مت
- پال برچرد

## تولید
این فیلم توسط شانزده، محصولات Why Not و گروه خلیج فیلم ساخته شده‌است. , و توسط BFI , Les Films دو Fleuve, Urania و فرانسه 2 Cinéma حمایت مالی شد. فیلمبرداری در گلاسکو و ادینبورگ در ۲۵ آوریل ۲۰۱۱ آغاز شد.

## پخش
فیلم برای رقابت در «نخل طلا» در جشنواره فیلم کن سال ۲۰۱۲، به نمایش درآمد و کن لوچ برنده جایزه هیئت داوران شد. این فیلم ۱۱امین فیلم لوچ است که در طول ۳۱ سال در جشنواره فرانسوی رقابت می‌کند. سرگرمی یکی از حقوق پخش را برای بریتانیا و ایرلند بدست آورده‌است. این فیلم در تاریخ ۱ ژوئن منتشر شد.

### نقدها
سهم فرشتگان با تحسین منتقدان مواجه شد. Rotten Tomatoes گزارش می‌دهد که ۸۸ درصد از منتقدان، بر اساس نمونه ای از ۹۴ بررسی، نظر مثبت داشته‌اند و رتبه میانگین فیلم ۷٫۱ از ۱۰ بوده‌است. این فیلم در جشنواره فیلم کن در سال ۲۰۱۲ جایزه هیئت داوران را برد (سومین جایزه معتبر در جشنواره فیلم).